# 尼斯特贝格
尼斯特贝格是德国莱茵兰-普法尔茨州的一个市镇。总面积4.54平方公里，总人口380人，其中男性188人，女性192人（2011年12月31日），人口密度84人/平方公里。